# Spathius manni
Spathius manni är en stekelart som beskrevs av Charles Thomas Brues 1918. Spathius manni ingår i släktet Spathius och familjen bracksteklar. Inga underarter finns listade i Catalogue of Life.